# بوكي جاكوبس
بوكي جاكوبس (بالإنجليزية: Bucky Jacobs)‏ هو لاعب كرة قاعدة أمريكي، ولد في 21 مارس 1913 في ألتافيستا في الولايات المتحدة، وتوفي في 15 يونيو 1990 في ريتشموند في الولايات المتحدة.

## وصلات خارجية
- بوكي جاكوبس على موقعبيزبول رفرنس.كوم (الدوري الرئيسي) (الإنجليزية)